# Невський район
Невський район — адміністративно-територіальна одиниця Санкт-Петербурга. Розташований на південному сході міста і є єдиним районом, розташованим на двох берегах Неви.
Межує з районами:
- Красногвардійським
- Фрунзенським
- Центральним
- Колпінським
- Всеволожським районом Ленінградської області

Площа району — 6,2 тисячі га.
Населення району — 479,8 тис. осіб (2013). 

## Історія
В березні-травні 1917 року у Петрограді в числі перших п'ятнадцяти був утворений Невський район. У 1918 році Невський і Обухівський район були об'єднані в Невсько–Обухівський район.
У 1920 році Невсько-Обухівський район був перейменований у Володарський район на честь революціонера Володарського.
12 липня 1922 до Володарському району була приєднана більша частина скасованого Смольнінського району.
25 листопада 1948 Володарський район був перейменований у Невський район.
12 червня 1950 до складу району було передано робітниче селище Рибальське Павловського району Ленінградської області.

## Територіальний поділ району

Адміністративний поділ Невського району

До складу району входять історичні місцевості — на лівому березі річки Неви: Щеміловка, Смоленське, Олександрівка, Белевське поле, Мурзинка, Рибальське і Усть-Слов'янка; на правому березі річки Неви: Веселе Селище, Станція Нева, Соснівка, Уткіна заводь.
Адміністративно район поділений на дев'ять муніципальних округів: 
49. Муніципальний округ Невська застава
50. Муніципальний округ Іванівський
51. Муніципальний округ Обухівський
52. Муніципальний округ Рибальське
53. Муніципальний округ Народний
54. Муніципальний округ № 54
55. Муніципальний округ Невський
56. Муніципальний округ Оккервіль
57. Муніципальний округ Правобережний

## Транспорт

### Мости
У Невському районі розташовані три мости через Неву (причому двом з них частково проходить межа району):
- Великий Обухівський (Вантовий) — з'єднує Санкт-Петербург і Ленінградську область;
- Володарський;
- Фінляндський залізничний міст.

На лівому березі недалеко від Володарського моста був розташований Річковий вокзал.

### Станції метро
По лівому березі Неви проходить частина Невсько-Василеострівної лінії Петербурзького метрополітену — Невський радіус, по правому березі — Правобережної лінії.
Станції у межі району (з півночі на південь):
| Лінія 3 (НВЛ)                                              | Лінія 4 (ПЛ)                        |
| ---------------------------------------------------------- | ----------------------------------- |
| Єлізаровська Ломоносовська Пролетарська Обухово Рибальське | Проспект Більшовиків Вулиця Дибенка |

Див. також: Список станцій Петербурзького метрополітену

### Основні транспортні магістралі
- лівобережна частина:
  - проспект Обухівської Оборони, що переходить в Шліссельбурський проспект;
  - вулиця Сєдова, йде паралельно проспекту Обухівської оборони;
  - вулиця Бабушкіна, проходить між проспектом Обухівської Оборони і вулицею Сєдова;
  - Іванівська вулиця.
- правобережна частина:
  - Жовтнева набережна і Далекосхідний проспект;
  - проспекти Більшовиків, Російський, Товариський і Іскровський;
  - вулиці Подвойського, Дибенко, Народна.

## Пам'ятки історії та архітектури

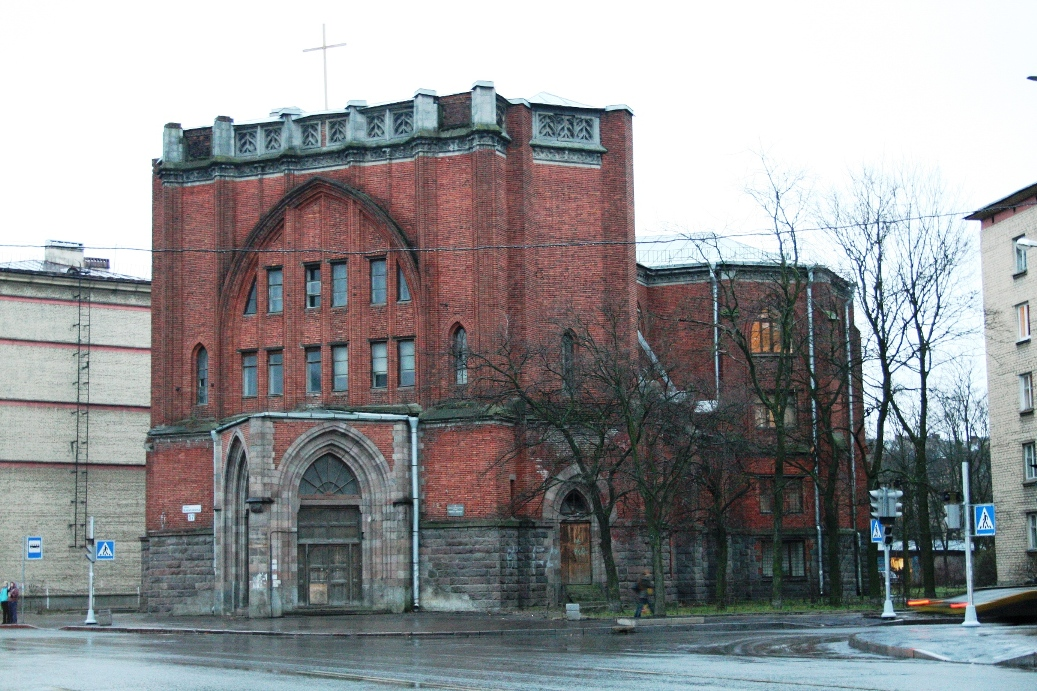
Католицька церква Найсвятішого Серця Ісуса

- Троїцька церква «Паска і Великдень» (1785—1790, арх. Н. А. Львів);
- Католицький храм Найсвятішого Серця Ісуса (1907—1917, арх. С. П. Галензовский);
- Будівля британо-американської церкви - (1901) - пр. Обухівської Оборони, 129 (за садом Дудко);
- «Дача Чернова» (кінець XIX ст., арх. А. Гоген);
- Невський меморіал «Журавлі»;
- Пам'ятник Ст. Володарському;
- Пам'ятник В. П. Ногину;
- Пам'ятник В. І. Леніну;
- Пам'ятник С. А. Єсеніну;
- Пам'ятник курсантам, загиблим в Афганістані;
- Пам'ятник революційним діячам Невської застави (1970-1974 рр. колектив авторів під керівництвом архітекторів А. Д. Левенкова і П. В. Мельникова);
- у 2007 році в районі з'явився свій сад квітів на бульварі Червоних Зір[3].

## Бібліотеки
У 1975 році на базі Центральної районної бібліотеки ім. Л. Соболєва була створена «Невська ЦБС» з єдиним книжковим фондом. Сьогодні ЦБС об'єднує 13 публічних бібліотек, що знаходяться на правому і лівому березі Неви.
Єдиний книжковий фонд, універсальний за своїм змістом, нараховує 700 тисяч книг, у тому числі на електронних носіях, аудіокниг, журналів і газет (близько 270 найменувань).
Всі бібліотеки мають доступ в мережу Інтернет та об'єднані в локальну мережу, що дозволяє прискорити внутрішні бібліотечні процеси і поліпшити обслуговування читачів.
Значна частка у складі користувачів ЦБС належить соціально незахищеним категоріям: пенсіонери, ветерани війни і праці, блокадників, малозабезпечені та багатодітні сім'ї, люди з обмеженими можливостями. У роботі з цією категорією населення бібліотеки прагнуть створити можливість неформального спілкування та цікавого дозвілля в комфортній обстановці, здійснюючи політику соціального включення. Бібліотеки працюють як соціо-культурні центри, розвиваючи клуби за інтересами.
Бібліотеки району здійснюють політику наближення культурних послуг населенню. Всі заходи проводяться безкоштовно.
1. Центральна районна бібліотека ім. Л. С. Соболєва. Санкт-Петербург, вул. Бабушкіна, д. 64
2. Центральна районна дитяча бібліотека. Санкт-Петербург, пр. Більшовиків, д. 2
3. Бібліотека № 1 ім. Н.До. Крупської. Санкт-Петербург, Жовтнева наб., д. 64
4. Бібліотека № 2 ім. Ф. А. Абрамова. Санкт-Петербург, Іванівська вул., д. 14
5. Бібліотека № 3 ім. О. Ф. Берггольц. Санкт-Петербург, вул. Сєдова, д. 21
6. Бібліотека № 4. Санкт-Петербург, вул. Бабушкіна, д. 135 [недоступне посилання з квітня 2019]
7. Бібліотека № 5 ім. Н.М. Рубцова. Санкт-Петербург, вул. Шотмана, д. 7/1
8. Рибальське бібліотека № 6. Санкт-Петербург, вул. Устинова, 6 д.
9. Дитяча бібліотека № 8. Санкт-Петербург, вул. Крупської, д. 37
10. Дитяча бібліотека № 10. Санкт-Петербург, Жовтнева наб, д. 70
11. Дитяча бібліотека № 11. Санкт-Петербург, бульвар Червоних Зір, д. 1
12. Дитяча бібліотека № 12. Санкт-Петербург, Жовтнева наб, д. 100
13. Бібліотека № 13. Санкт-Петербург, Фарфоровська вул. , 26 [недоступне посилання з квітня 2019]

## Музеї
- Історичний крайовий музей «Невська Застава» (адреса: Ново-Олександрівська вулиця, будинок 23)
- Музей Ломоносов порцелянового заводу (адреса: пр. Обухівської оборони, будинок 151)
- Музей історії підприємства ВАТ «Жовтневий електровагоноремонтний завод» (адреса: вул. Сєдова, будинок 45)
- Музей Державного Обухівського Заводу (адреса: пр. Обухівської оборони, будинок 122)

## Парки та сади
- Парк імені В. В. Бабусина
- Парк імені Єсеніна (Санкт-Петербург)
- Парк Садиби генерала Чернова «Соснівка»
- Парк «Куракіна Дача»
- Парк Будівельників
- Парк Військової Слави
- Брестський парк

## Туризм
- Готель «Галакт»
- Готель «Білі ночі»

## Промислові підприємства
- Обухівський завод
- Невська косметика
- Комбінат хлібопродуктів їм. Кірова
- Скляний завод
- Імператорський порцеляновий завод
- Невський завод
- Комбінат технічних сукон
- Писчебумажная фабрика імені Володарського
- Завод турбінних лопаток
- ВАТ «Зірка»
- Науково-виробнича фірма «Пігмент»
- Пролетарський завод
- Жовтневий електровагоноремонтний завод
- Пивоварня "Heineken"

## Наука і освіта
В районі знаходиться більше 50 шкіл та 12 ПТУ.

### Технікуми і коледжі, розташовані в Невському районі
- Морський коледж (підрозділ Державної морської академії ім. адмірала C. О. Макарова)
- Невський машинобудівний технікум
- Педагогічний коледж фітнесу
- Педагогічний коледж № 8
- Пожежно-рятувальний коледж — «Санкт-Петербурзький центр підготовки рятувальників»
- Російський коледж традиційної культури Санкт-Петербурга
- Санкт-Петербурзький морський технічний коледж (один з корпусів)
- Санкт-Петербурзький технікум залізничного транспорту[4] (один з корпусів, підрозділ Петербурзького державного університету шляхів сполучення)
- Санкт-Петербурзький економіко-технологічний коледж ім. Д. І. Менделєєва

### Вузи, розташовані в Невському районі
- Санкт-Петербурзький державний університет сервісу і економіки
- Санкт-Петербурзький державний університет телекомунікацій ім. проф. М. А. Бонч-Бруєвича (один з корпусів)
- Санкт-Петербурзька юридична академія